# 惡煞 (漫畫)
惡煞（英語：Abomination），本名艾米爾·布朗斯基， 是出現在漫威漫画中的一位虛構超級反派。 此角首次出現於《驚異故事》（Tales To Astonish）第90期（1967年4月），由編劇史丹·李（Stan Lee）及畫家吉爾·凱恩共同創作。
經過白銀時代首次亮相後，惡煞這角色便作為不少受認可驚奇產品中的主要特色，例如街機、家用遊戲機、 動畫連續劇， 可動模型、 收藏卡等商品及於2008年6月上映的《無敵浩克》。
在2009年，惡煞在歷年最偉大漫畫反派排行中被IGN評列第54名。

## 人物
艾米爾·布朗斯基（Emil Blonsky）出生於克羅地亞薩格勒布，是潛伏在美國空軍的科學家布魯斯·班納博士的研究基地中的一名間諜。某天，布朗斯基發現了班納發明的一部用來釋放伽瑪射線的儀器，並利用該儀器在自己身上試驗，於是布朗斯基變成了「惡煞」。惡煞找到浩克想要統治地球。兩人的首次交戰以惡煞被陌生的外星人綁架而結束。一名船員仙女座將惡煞救出，然後他便一直服務於它的首個夥伴直到回到地球，惡煞在連續被浩克擊敗後勇氣盡失並撤退到紐約市的下水道，惡煞因為嫉妒班納的幸福生活而對浩克的妻子貝蒂·羅斯下毒，結果貝蒂的父親雷霆·羅斯使用一種專門設計用來殺死浩克的槍殺死了惡煞。

## 出版歷史
在構思牠的背景和造型前，史丹·李便已經為牠取名為惡煞，因為他意識到沒有其他角色更可歸入其中。史丹·李回憶當時他只是簡單地告訴畫家吉爾·凱恩：「讓它比浩克還要更大更壯，我們將從它身上找到不少樂趣。」
艾米爾·布朗斯基首次登場於《驚異故事》一書中，並被介紹為一位KGB特工和間諜，在使用布魯斯·班納本來打算用作自殺的機器後，故意暴露於大量與班納轉化為另一自我，與浩克同類的伽瑪輻射令他自己成為了惡煞。在他的首次出場裡，布朗斯基成為了一隻巨大而且力量比浩克強大兩倍的帶鱗人型生物。正如史丹·李所願，惡煞在他們的第一次交手便擊敗了浩克。
過去曾有數冊驚奇的標題以此角作為號召，逐漸從沒頭沒腦的殘暴野人、精巧的陰謀家、到受折磨的靈魂，最後在戰場被殺前轉變為懺改的反派並偶爾當上老弱的守衛者。

## 力量與技能
惡煞在強度、精力、速度、耐力和再生自癒能力方面都與浩克十分相似。但與浩克相比，他在轉化的過程中保留了他的智商，但並不能轉回人類形態。他亦具備能夠在水中呼吸的兩鰓，而且能夠在長時期喪失氧氣的情況下進入假死狀態。在初始状态下，惡煞的力量比浩克強大兩倍，但並不能像浩克一樣随着愤怒的增長而提升自己的力量，所造成的结果就是在经过一定时间的战斗后，浩克可以积累愤怒从而在和惡煞的战斗中占据优势。

## 其他媒體

### 漫威電影宇宙
- 漫威電影宇宙：由提姆·羅斯飾演「惡煞」艾米爾·布朗斯基。
  - 電影《無敵浩克》（2008年）
  - 電影《尚氣與十環傳奇》（2021年）：客串
  - 影集《律師女浩克》（2022年）
  - 影集《喪屍英雄》（2025年）：動畫劇集

### 動畫
- 2014年日本動畫《天雷爭霸：復仇者聯盟》。

### 遊戲
- 《漫威：未來之戰》：手機遊戲，惡煞是玩家可使用角色之一。
- 《漫威復仇者聯盟》